# Ptychodacteae
Ptychodacteae é uma subordem de cnidários antozoários da ordem Actiniaria.